# Skadereduktion

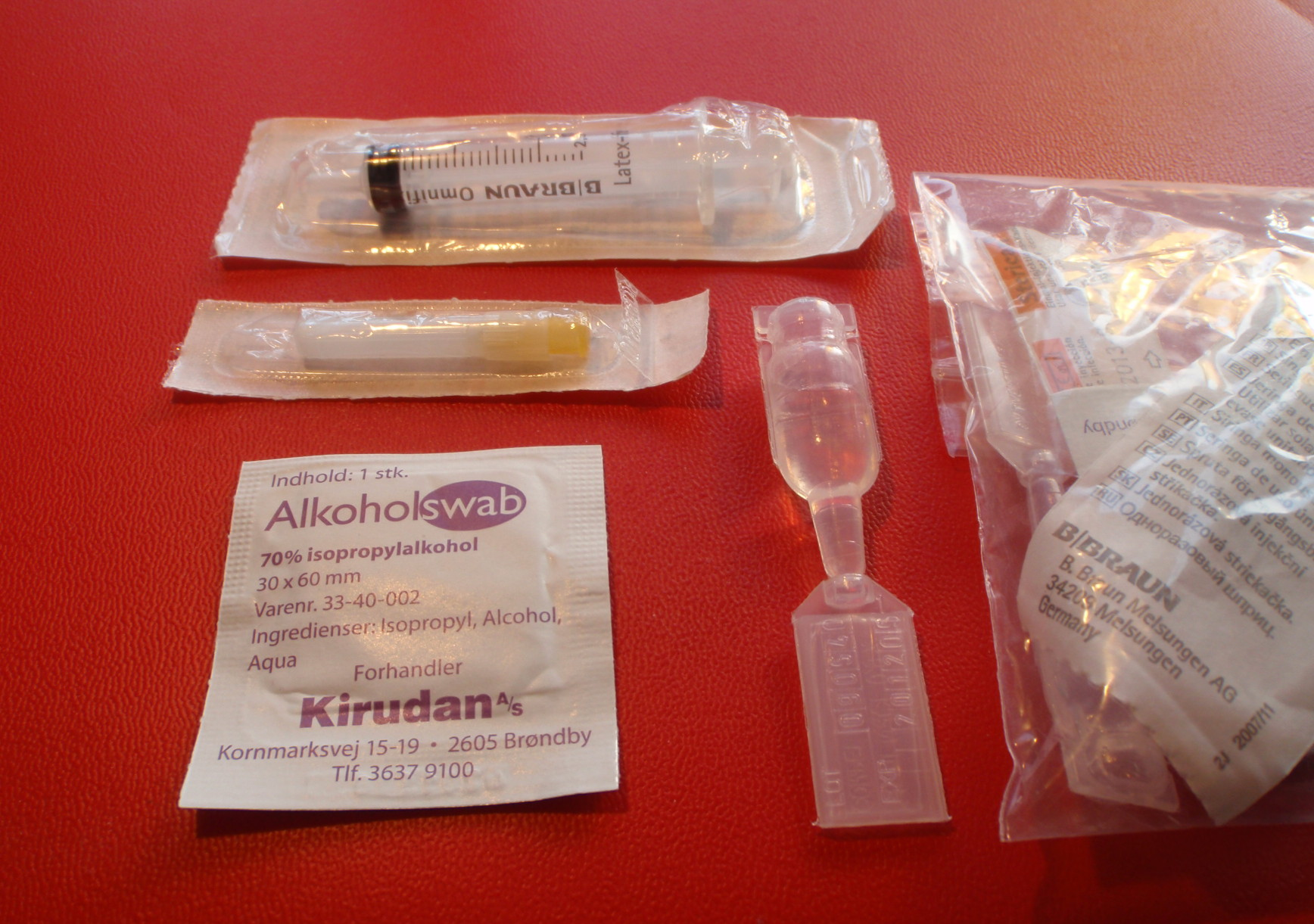
Ett injiceringspaket som används i skadereduktionsprogram och som delas ut till intravenösa missbrukare.

Skadereduktion, skadereducering eller skademinimering är en grupp av pragmatiska folkhälsoåtgärder avsedda att reducera skadliga konsekvenser associerade med drogbruk och andra aktiviteter med hög risk.
Förespråkare hävdar att förbud tillfogar skada då de till exempel tvingar prostituerade att arbeta under farliga villkor eller leder till att drogkonsumenter måste erhålla sina droger från opålitliga och kriminella källor.
Skadereduktion förekommer överallt i samhället. I bilars konstruktion, rekommendationer för alkoholintag och utdelning av kondomer. Exempel på skadereduktion inom narkotikaområdet är sprutrum, informationsmaterial om hur man konsumerar droger på ett mindre skadligt sätt, sprututbyten, ersättningsläkemedel/substitution, eller att testa ecstasypiller efter orenheter. Man kan också reducera straff associerade med en aktivitet (avkriminalisering) för att få människor att söka vård.
I den offentliga politiska debatten i Sverige är begreppet "skadereduktion" snarast bannlyst, men flera av åtgärderna som ingår är i praktiken införda genom förra regeringens "Mobilisering mot narkotika" (2002-2007) under Björn Fries. Missbruksutredningen (SOU 2011:35) som Gerhard Larsson sammanställt som underlag för nuvarande regerings drogarbete, har fått kritik för att vara både för försiktig med förslag på åtgärder enligt skadereduktionsprinciperna samt för att gå för långt och för fort fram med sina dylika förslag.
Kritiker av skadereduktion till exempel Drug Free America Foundation, Hasselakollektivet, RNS med flera anser att drogfrihet bör vara slutmålet för behandlingsåtgärder. De hävdar att det är ett i grunden inhumant synsätt att begränsa ambitionerna till skadebegränsning och livslång substitutionsbehandling. Skadereducerande åtgärder som inte är kopplade till att personen skall sluta med drogen kan ge intrycket av att narkotika kan användas säkert riskerar att bidra till en ökning i konsumtionen.[källa behövs]

## Grundidé
Två finska forskare, Tuukka Tammi och Toivo Hurme menar att det finns fyra grundidéer som harm reduction bygger på.
- Drogkonsumtion bör betraktas i neutrala i stället för moralistiska termer.
- Drogkonsumenten är en medborgare och samhällsmedlem, inte en avvikande individ eller enbart ett föremål för åtgärder.
- Drogpolicy bör grundas på vetenskap och beprövad erfarenhet, inte ideologi och dogmatism.
- Drogpolicy bör respektera mänskliga rättigheter och rättvisa, och inte trampa på dessa med hänvisning till narkotikakriget eller målet om ett narkotikafritt samhälle.

Kritikerna hävdar att det bland dem som förespråkar skadereduktion finns personer vars syfte är att legalisera flera droger bakvägen;
att skademinimering är inte bör vara ett substitut för program för att minska efterfrågan; 
att de åtgärder som föreslås inte bör genomföras på bekostnad av andra viktiga aktiviteter för att minska efterfrågan på narkotika, såsom drogförebyggande aktiviteter.

## Pragmatism mot idealism
Skadereduktion innebär ett sökande efter pragmatiska lösningar grundade på tanken att det varken är möjligt att hindra att droger finns tillgängliga eller att en del människor kommer att använda dem. Detta är dock inte detsamma som att säga att det är bra att människor använder droger utan bara en acceptans av det faktum att hur vi än gör så kommer somliga att göra det, antingen för att de är ovilliga eller oförmögna att sluta. Med detta som utgångspunkt blir inte det huvudsakliga målet att få alla att helt avstå från illegala droger utan att minimera skadorna i samband med drogkonsumtion eller stegvis minska doser och frekvens. Medan målet för prohibition är inriktad total avhållsamhet så är målet för skadereduktion inriktad att förbättra livskvalitén för problematiska konsumenter utan att kräva total avhållsamhet.  
Mot detta kan man ställa socialidealismen. Ett exempel på detta är det svenska begreppet nollvision. 
De som förespråkar skadereduktion anser att det är en utopi att tro att det är möjligt att eliminera alla narkotikarelaterade skador men väl att vi kan få ned dem till en betydligt lägre nivå än vi har nu. 
Skadereduktion är varken en policy eller ett program utan en princip som säger att det är vettigare att lära sig leva med drogmissbruk än att försöka utplåna det. Implicit i detta är att narkotika inte betraktas som en överhängande fara som hotar tillintetgöra vårt samhälle.

## Biokemi mot psykosocial
Anser man att biokemiska processer ligger bakom problematisk konsumtion är det rimligt att tro att det bara finns en rimlig narkotikapolitik och att alla länder bör tillämpa den (eftersom fysiologiska processer inom människokroppen är ungefär desamma överallt). Men utifrån sin psykosociala förståelse menar man i till exempel Nederländerna att samma politik inte kan bedrivas i alla länder - inte ens i alla delar av samma land. Därför betraktas internationella drogkonventioner som kvävande - varje land, till och med enskilda kommuner, måste få finna sina egna vägar och anpassa sin politik till lokala förhållanden. Grundtanken är att ett beslutsfattande nära de människorna som omfattas av åtgärder bidrar till en innovativ drogpolitik.[källa behövs]
Prohibitionisters uppfattning om vad som ligger bakom narkotikakonsumtion tenderar att ligga åt det biokemiska hållet, medan de som är inriktade på skadereduktion huvudsakligen brukar ligga åt det psykosociala hållet. D.v.s. prohibition och skadereduktion bygger på olika bakomliggande teorier och följaktligen har olika målsättningar för sin verksamhet.[källa behövs]

## Individen och samhället
Ett grundantagande bakom skadereduktion är att hur man än gör kommer narkotika att finnas i samhället. Av detta dras slutsatsen att drogkonsumtion bör normaliseras så långt som möjligt. Med utgångspunkt i detta är det primära syftet med narkotikapolitiken att minimera riskerna i samband med konsumtion. Till skillnad från prohibition är inte utgångspunkten att det enda rätta är att aldrig pröva illegala droger. Betoningen läggs på att individen ska vara välinformerad för att kunna fatta egna beslut. De som bestämmer sig för att använda narkotika ska veta hur man gör det på ett så säkert sätt som möjligt. De ska även bemötas med värdighet och medkänsla vad de än väljer.
I Nederländerna anser man till exempel inte att total avhållsamhet är ett realistiskt mål för alla problematiska konsumenter. Att reducera konsumtionen till en nivå där dessa individer kan leva under människovärdiga villkor, med minsta möjliga skada på deras hälsa, ses som ett rimligt mål för drogpolitiken. Strategin innefattar ett försök att inkorporera i stället för att utesluta sociala grupper som är kopplade till drogrelaterade problem. 
Till skillnad från prohibitionistiskt tänkande där drogkonsumenter betraktas som objekt inför narkotikans biokemiska verkningar är grundantagandet bakom skadereduktion att människor är subjekt inför droger. Därför bygger till exempel nederländsk narkotikapolitik på en noggrann avvägning mellan frihet och ansvar. Detta innefattar å ena sidan individens frihet att använda droger och till och med bli beroende (rätten till självbestämmande) och å andra sidan att de har ett personligt ansvar för sin egen (psykiska) hälsa och handlingar (inklusive brottslighet). 

## Rekreationskonsumenter och problemkonsumenter
En viktig distinktion förespråkare för skadereduktion gör och inte prohibitionister inte betonar lika mycket är att skilja på problematiska drogkonsumenter (minoriteten) och rekreationella drogkonsumenter (majoriteten). Istället räknar länder som Sverige all oförskriven användning som ett brott, vilket bland annat speglas i att sätta miss- framför bruk när det gäller narkotikakonsumtion - även när konsumenten inte uppfyller vetenskapliga kriterium för ett substansberoende.
Svensk narkotikapolitik förutsätter att i stort sett vem som helst kan bli beroende, god socioekonomisk status skapar inte immunitet. Dessutom antas att det finns en risk för drogkonsumenter inviga varandra, speciellt under den fas då användandet av droger ännu inte lett till några uppenbara problem för personen vilket i gjort att man använt analogin smitta för att beskriva dess tillväxt.  Analogin med smitta kan spåras tillbaka till debatten i England på 1960-talet där en statlig utredning förändrade synen på drogberoende. från att se det som ett personligt hälsoproblem till att beskrivad som ett "socially infectious condition"(ett socialt smittsamt tillstånd). Den som utvecklar en regelbunden användning av droger har en kraftig negativ effekt på nära anhöriga samt på stat och kommuner; han eller hon kan utveckla en parasiterande livsstil, kan komma att ställa krav på få hjälp krav på åtgärder, bidrag, behandling etc i stället att som andra arbeta och betala skatter och ta väl hand om sina nära och kära. I och med detta blir det lovvärt att all konsumtion hindras även till mycket höga kostnader.
I vissa andra länder däremot betraktas problematisk konsumtion som ett begränsat och hanterligt social- och folkhälsoproblem. Drogpolitiken inriktas på bekämpning av drogtrafiken (genom polisiära åtgärder) samt prevention och vård av drogkonsumenter (genom folkhälsan). Med andra ord betraktas inte drogerna i sig som ett trängande problem. Drogpolitiken uttrycks i termer som undviker skrämsel och/eller moraliska appeller.   
I dessa länder anses inte heller nyrekrytering till problematisk konsumtion huvudsakligen gå via rekreationskonsumtion utan via samhälleliga utstötningsprocesser. Därför betraktas inte rekreationskonsumtion som något större problem och narkotikapolitiken inriktas mer direkt mot att reducera problematisk konsumtion och minimera skador.
I praktiken har svensk drogpolitik också stora inslag av skademinimering eftersom personer som är höggradigt drogpåverkade har tillgång till kraftigt subventionerad sjukvård i betydande omfattning oavsett om de har en gällande privat sjukvårdsförsäkring.

## Jämförelser mellan Nederländerna och Sverige
- I stället för att påstå att hasch och marijuana är inkörsporten till tung narkotika (och i det långa loppet ond bråd död) betraktas cannabis som ytterligare ett berusningsmedel jämförbart med alkohol.[källa behövs]
- Att minimera drogkonsumtion är inte ett mål i sig för drogpolitiken. Därmed finns ingen officiell politik gentemot icke-problematisk drogkonsumtion.
- Att använda repression för att försöka reducera efterfrågan anses bara öka skadan som narkotika förorsakar såväl brukaren som samhället i stort.[källa behövs]
- Inga drogprov tas på arbetsplatserna och ingen skrämselpropaganda används i informationskampanjer.[källa behövs]

## Jämförelser mellan Portugal och Sverige
Anhängarna av skadereduktion har beskrivit nya lagar år 2001 i Portugal som en seger för principen om skademinimering. RNS med flera organisationer har en annan tolkning av vad som hänt i Portugal.
Effekten av alla reformer har blivit blandat, framgång på vissa områden (till ex minskad spridning av HIV) men försämringar på andra (fler som använt av cannabis, kokain, ecstasy och heroin).
Efter lagändringarna i Portugal år 2001 döms färre till fängelse och fler till skickas till olika former av behandling. Det som infördes blev en förskjutning av vad som tolereras men inte ett system där där missbruk av droger ses som ett socialt acceptabelt beteende, det är inte ett system som bygger enbart på frivilligt deltagande i behandling. Tvärtom, en portugis som missbrukar droger kan kallas till förhör inför en kommitté på tre personer varav en är jurist, en läkare och en är socialarbetare. Kommittén har ganska omfattande befogenheter. Den kan till ex ålägga personen att delta i behandlingsprogram,  utfärda förbud att besöka viss platser eller att umgås med vissa personer. Kommittén har också befogenhet att besluta om direkta sanktioner (böter, avstängning från att utöva vissa yrken, resa utomlands, konfiskera egendom med mera). Syftet är att personen skall samarbeta med kommittén och upphöra med sitt missbruk.
Försäljning av narkotika eller innehav av större mängder ger fortfarande långa fängelsestraff. Även om sätten att motarbeta användningen av narkotika delvis är annorlunda så finns det också likheter med svensk drogpolitik, till ex har fängelse aldrig utdömts för eget bruk av narkotika i Sverige (i till USA blir det ofta ett fängelsestraff om personen blir åtalad). Andelen personer i fängelse har minskat i Portugal(110 per 100 000 invånare år 2010) men det är fortfarande vanligare än i Sverige (74 per 100 000 invånare år 2010)

## Experimentering
Man kan beskriva ett land med skadereduktion som ett experimentellt samhälle. Ett land som lägger mycket kraft på att pröva olika lösningar på återkommande problem och genomföra stringenta, mångdimensionella utvärderingar av resultaten. När en åtgärd visar sig vara ineffektiv eller skadlig överges den och ytterligare alternativ prövas. För att kunna lära sig förändra förhållanden, måste man experimentera, går tesen. Nederländernas narkotikapolitik kännetecknas av detta.

## Mänskliga rättigheter
Det finns de som menar att dagens stränga internationella narkotikapolitik kränker de mänskliga rättigheterna. De hävdar bl.a. att en kriminalisering skapar misär och sjukdomar som annars kunde ha undvikits. Ett exempel är fallet med Osmo Vallo, som var en svensk missbrukare som dödades i samband med ett polisingripande 1995.

## Prostitution
Skadereduktion inom prostitution är en het debatterad fråga. Vissa prostituerade anser att det inte finns något skadligt med deras yrke medan andra ser skadereducering som en möjlighet för dem att organisera sig och alliera sig med andra utstötta samhällsgrupper inom ett sådant ramsystem. 
Ett exempel är den svenska sexköpslagen som vissa menar har ökat risken prostituerade utsätts för.
Prostituerade i Thailand anser däremot idén vara alltför stigmatiserande och respektlös i och med den starka kopplingen till HIV/AIDS.

## Internationellt
I stora delar av Europa (till exempel Belgien, Italien, Luxemburg, Nederländerna, Portugal, Schweiz, Spanien, Storbritannien och Tyskland) och i Australien och Kanada finns ett ökande avståndstagande från prohibition.[källa behövs] Nederländerna var först ute och länge var det landet som mest förknippades med skadereduktion. Även om det huvudsakliga målet, att skydda droganvändarna, deras omgivning och samhället i stort från skada är oförändrat, har på senare tid utvecklingen i Nederländerna tydligt svängt i en mer restriktiv riktning. Detta tar sig uttryck i lagar som är till för att stävja den organiserade brottslighetens inblandning i narkotikahanteringen och dels i åtgärder för att komma till rätta med ordningsproblem som härrör från drog turism. Regeringen i Nederländerna beslutade i oktober 2011 att lägga fram en ny lag i parlamentet som klassar cannabis med mer än 15% THC som en så kallad hård drog, förenad med oacceptabla hälsorisker, som det blir förbjudet att sälja och inneha även på så kallade "coffee houses".

## Kritik mot principerna bakom skadereduktion
Robert Dupont, beroendeläkare som i olika funktioner arbetat åt den amerikanska regeringen, och Sven-Olov Carlsson, ordförande i den Stockholmsbaserade World Federation Against Drugs, menar att icke-medicinskt användande av narkotika accepteras som ett legitimt livsval vid tillämpande av principerna kring skadereduktion. Men för dem är det "inte [ett] uttryck vare sig för medkännande eller empati att acceptera att människor – de unga och de svaga i första hand – etablerar och sedermera fastnar i kemiskt slaveri." De pekar också på Nils Bejerots slutsatser kring försöket med förskrivning av narkotika till narkomaner i Stockholm under 1960-talet och menar att förskrivning av Metadon och Subutex och liknande kan legitimera illegal användning av sådana droger. De pekar också på riskerna med läckage. Tillverkaren av Subutex beslöt i november 2012 att upphöra med försäljningen i Sverige på grund av preparatet bidragit till att unga börjat med missbruk.
Dupont och Carlsson anser också att Maria Larsson har rätt när hon påstår att det är Sveriges restriktiva drogpolitik som gjort att är så relativt få som använder narkotika i Sverige i förhållande till stora delar av Europa. Det svenska exemplet, är enligt Carlsson och Dupont, ett gott argument mot skadereduktion och för en restriktiv narkotikapolitik. De hävdar att det vore förfelat att ge upp den restriktiva politiken, till förmån för avkriminalisering av eget bruk, då det skulle leda till än mer skada.
Ett argument som framförts av författaren Pelle Olsson när det gäller skadereduktionsrörelsens användning av ordet "moralism" som ett skällsord - eller snarare som en omskrivning för "ideologiskt färgad irrlära". Han menar att det likväl är ett moraliskt ställningstagande att avstå från "drogtester, polisinsatser och tvångsvård". Att avstå från liknande i hans tycke effektiva åtgärder, innebär att anhängare av skadereduktion därmed själva gör sig skyldiga till moralism när de automatiskt avvisar förslagen.
Per Johansson, generalsekreterare för Riksförbundet Narkotikafritt Samhälle (RNS) har till exempel berört allmänna drogtester i skolorna och räknade då upp två studier som ger visst stöd för åtgärden. Johansson medger dock att underlaget är tunt, men att det inte är så tunt som till exempel Folkhälsoinstitutet säger - det vill säga, att det inte finns något vetenskapligt stöd alls för åtgärden och att den snarast motiveras av ideologi.
Per Johansson har också höjt på ögonbrynen när EU-kommissionen föreslog skadereduktionsåtgärder som International Narcotics Control Board (INCB) menat vara oförenliga med FN:s narkotikakonventioner, som ju alla länder inom EU åtagit sig att följa. Att enskilda länder bryter mot konventionerna är en sak menar Johansson, men när EU-kommissionen uppmuntrar till brott mot konventionen blir det "faktiskt helkonstigt". Det är viktigt, tycker Johansson, att västländer följer konventioner av principiella skäl; diktaturer skall inte ges möjlighet att peka på exempelvis Norge eller Kanada och säga att de inte är värre när de till exempel bryter mot FN:s konvention om mänsklig rättigheter. Vill man ändra i konventionerna och göra exempelvis sprutrum tillåtna (som de är i Norge och Kanada) så finns det sådana möjligheter vid den årliga kongressen Commission on Narcotic Drugs (CND) - även om majoriteten där hittills varit ståndaktig och motsatt sig ändringar för att möjliggöra skadereduktion.
En missbrukskarriär rör sig ofta över den glidande skalan från rekreationellt bruk till problematiskt bruk och Jonas Hartelius har påpekat att enligt principerna som styr skadereduktion så kommer åtgärderna senare i sådan utveckling från mer oskyldig till skadlig konsumtion än den gör i dag, där bland annat polisen har som uppgift att identifiera drogbruk bland unga för att ge socialtjänsten möjligheter till tidiga insatser. Enligt Hartelius innebär skadereduktion därmed att man avsäger sig möjligheten att ingripa under den period då drogbrukarna är som mest villiga att inviga andra i lasten, för att i stället göra det först sedan drogbrukarna själva insett att droger inte bara för goda ting med sig.
När det kommer till själva programmen så menar Hartelius att med strikta kriterier för vilka som skall bli antagna till olika program, så riskerar det motivera till brukare till en fördjupning av "sitt missbruk och sitt asociala beteende" för att kvalificera sig för olika åtgärder. Har man å andra sidan alltför låga trösklar kommer programmen svälla tills "metadonbussar och sprutkiosker bli[r] ett inslag i gatubilden". När väl åtgärderna finns där för drogbrukaren menar han också att de tar bort "bromsar", komplikationer som annars i bästa fall skulle kunna motivera en drogmissbrukare att sluta med missbruk. Istället för Harm reduction vill Hartelius se något som han kallar Harm prevention, även om somliga ifrågasatt huruvida det finns en motsättning mellan de båda.
En annan variant av kritik har kommit från socialläkaren Anders Anell med flera. De hävdar att vissa deltagare i narkotikadebatten (som förespråka skademinimering som huvudprincip)  utgår ifrån att svenska narkomaner är opiatmissbrukare vilket är fel. I Sverige är flertalet injicerande narkomaner amfetaminmissbrukare så substitut för opiater hjälper inte. Och väldigt få av dem som medicinerats för opiatmissbruk blir narkotikafria, inte ens efter fem års medicinering har mer än var tionde patient blivit botad i den meningen att de har blivit narkotikafria. De underkänner också argumentet att det är politikern med moraliska motiv som styrt Socialstyrelsens inställning till hur narkomaner skall behandlas. De menar att Socialstyrelsens rekommendationer styrts av specialister(läkare)